# أرند كروغر
أرند كروغر (بالألمانية: Arnd Krüger)‏ (ولد في 1 يوليو 1944) هو أستاذ ألماني للدراسات الرياضية. حصل كروغر على شهادة البكالوريوس في اللغة الإنجليزية من جامعة كاليفورنيا في عام 1967 وحصل على درجة الدكتوراه من جامعة كولونيا (تاريخ العصور والقرون الوسطى) في ألمانيا في عام 1971. درس في جامعة كاليفورنيا على منحة دراسية وكان بطل ألمانيا 10 مرات وممثل ألمانيا الغربية في دورة الألعاب الأولمبية الصيفية 1968 في سباق 1500 متر حيث وصل إلى الدور نصف النهائي.
بعد الانتهاء من الدكتوراه عمل كروغر في الاتحاد الألماني للرياضة من 1971 إلى 1974 ثم كلية تدريب المعلمين في برلين من 1974 إلى 1978 ودرس بعض الوقت في أكاديمية التدريب الوطنية الألمانية. كما عمل أستاذا مشاركا في علوم التدريب والحركة في جامعة هامبورغ من 1978 إلى 1988 ثم أصبح أستاذا كاملا للدراسات الرياضية ورئيس قسم التربية الرياضية في جامعة غوتينغن وكان رئيسا لقسم الجمعية والتدريب. خدم عدة مرات كعميد كلية العلوم الاجتماعية في غوتينغن.
كان كروغر هو الرئيس المؤسس للجنة الأوروبية للتاريخ الرياضي من 1995 إلى 1997. كان رئيس معهد ساكسونيا السفلى لتاريخ الرياضة منذ عام 2000. قام بتأليف وتحرير أكثر من 40 كتاب نشرت في 15 لغة.
اكتسب كروغر شهرة دولية في عام 2008 عندما قال في مؤتمر أكاديمي أن الرياضيين الأولمبيين الأحد عشر الإسرائيليين الذين قتلهم الإرهابيون الفلسطينيون في حدث يعرف باسم عملية ميونيخ قد قرروا فعليا الانتحار من خلال السماح لأنفسهم بالقتل كما عرفوا من الصحافة الإسرائيلية وأنهم في خطر خطير.
قالت جمعية العلوم الرياضية الألمانية أن تصريحات كروغر مؤسفة وقال أن مجلس التأديب سيجتمع لمناقشة القضية. بعد ذلك تم توبيخه ولكن لم يستبعد لأنه كان بوضوح ليس معادي للسامية.
استمعت لجنة أمين المظالم في جامعته المكلفة بالقضية (برئاسة أستاذ في القانون بمؤهلات قاضي المحكمة العليا) إلى شهود وبرأته. تم تكريمه من قبل فيستسكريفت الدولي بمناسبة عيد ميلاده 65 (2009).

## الكتب
- دورة الألعاب الأولمبية 1936 والرأي العام العالمي: أهمية سياستها الخارجية مع إشارة خاصة إلى الولايات المتحدة الأمريكية.
- الرياضة والسياسة: هواة الدولة.
- ثيودور ليوالد: قادة الرياضة في الرايخ الثالث.
- دليل لتعقب والإصابات.
- أسباب بؤس الرياضة المدرسية في ألمانيا: كتاب تذكاري للأستاذ كونراد باشن.
- الوصف الوظيفي للمدرب في مجال الرياضة. دراسة دولية مقارنة وجهات النظر.
- الرياضة والمجتمع.
- بدايات الرياضة الحديثة في عصر النهضة.
- كرة السلة الجديدة.
- مرافق المعلومات في مجال الرياضة. دراسة في ألمانيا والنمسا وسويسرا كولونيا: الرياضة وكتاب شتراوس.
- إصابات دليل ألعاب القوى.
- 100 مهارة في لعبة كرة الاختبارات.
- التمارين البدنية في أوروبا.
- الجنس والرياضة من وجهات نظر أوروبية.
- دورة الألعاب الأولمبية النازية: الرياضة والسياسة والتهدئة في عقد 1930.
- الثقافات الأوروبية الرياضة: دراسة الدول والمناطق.
- السياسة الدولية للرياضة في القرن العشرين.
- قصة الرياضة.
- السجلات الرياضية والجمعيات الكمية في مرحلة ما قبل الحداثة.
- بدايات الرياضة الحديثة في عصر النهضة.
- ننسى النازحين، رفض: تاريخ الاستبعاد في مجال الرياضة.
- ثقافات الشباب والرياضة: التعليم والصحة.
- مرات للأبطال - الأوقات للمشاهير في مجال الرياضة.
- معبر الحدود: رياضة إعادة النظر. كتاب تذكاري لعيد ميلاد 65 من الأستاذ الدكتور أرند كروجر.

## روابط خارجية
- أرند كروغر على موقع اللجنة الأولمبية الدولية (الإنجليزية)
- أرند كروغر على موقع أوليمبيديا (الإنجليزية)